# Paratropis celiae
Espèce
Paratropis celiae est une espèce d'araignées mygalomorphes de la famille des Paratropididae.

## Distribution
Cette espèce est endémique d'Amazonas au Brésil,. Elle se rencontre vers Manaus.

## Description
Le mâle holotype mesure 9,5 mm et la femelle paratype 13,4 mm.

## Systématique et taxinomie
Cette espèce a été décrite par Santos, Gomes, Almeida, de Morais et Bertani en 2025.

## Étymologie
Cette espèce est nommée en l'honneur de Celia Maria Sousa Ribeiro.

## Publication originale
- Santos, Gomes, Almeida, de Morais & Bertani, 2025 : « Three new species of Paratropis Simon, 1889 (Araneae: Mygalomorphae: Paratropididae) from Brazil and Colombia. » Journal of Arachnology, vol. 52, no 3, p. 234-250.